# Guaporéfloden
Guaporé, eller Río Iténez, är en flod i västra Brasilien som delvis utgör gräns mot Bolivia. Den är cirka 1 749 kilometer lång och rinner upp i delstaten Mato Grosso i sydvästra Brasilien under namnet Iténez. Den bildar därefter gräns mot Bolivia innan den mynnar ut i Mamoréfloden norr om Guajará-Mirim. Floden är farbar under hela sin sträckning.
Guaporéfloden omges av sumpmarker och  rinner genom Noel Kempff Mercado nationalpark